# ريمون وركمان
ريمون وركمان (بالإنجليزية: Raymond Workman)‏ هو فارس أمريكي، ولد في 24 مايو 1909 في هوبوكين في الولايات المتحدة، وتوفي في 21 أغسطس 1966.